# 토니크 윌리엄스달링
토니크 윌리엄스달링(Tonique Williams-Darling, 1976년 1월 17일 ~ )은 바하마의 단거리 육상 선수로 2004년 아테네 올림픽 400m 금메달리스트였다.

## 생애와 경력
나소에서 태어나 사우스 캐롤라이나 대학교에서 수학하였고, 1999년 무어 경영 대학원에서 학사를 취득하여 졸업하였다.
윌리엄스달링은 2004년에 탈옥적인 해를 가졌다. 부다페스트에서 열린 국제 아마추어 육상 연합 주최의 세계 실내 선수권 대회에서 개인 전력을 달려 러시아의 나탈리야 나자로바와 올레샤 포르셰바에 밀려 3위를 하였다. 그러고나서 7월에 로마에서 열린 골든 리그에서는 400m에서 멕시코의 세계 챔피언 아나 게바라의 23개 우승 경향을 깼다.
아테네 올림픽에서 윌리엄스달링은 게바라를 다시 꺾었다. 접근전의 마지막 직선에서 그녀는 햄스트링을 입어 경기에 대비하여 한정된 근거에만 훈련한 게바라보다 더 강함을 증명하였다. 경주를 우승하면서 바하마의 첫 개인적 올림픽 금메달리스트가 되었다.
이듬해 헬싱키에서 열린 세계 육상 선수권 대회에서 미국의 400m 전문적 선수 사냐 리처즈와 접근전을 벌이면서 우승을 거두었다. 2006년 코먼웰스 게임에서 우승 후보로 보임에 불구하고 준결승전과 결승전에서 둘다 잉글랜드의 크리스틴 오후루오구에게 패하여 은메달에 그쳤다.
2007년 시즌은 햄스트링으로 인하여 경력이 멈추어졌으며, 2008년 시즌 동안 출전하지 않았다.